# Santa Marta da Montanha
Santa Marta da Montanha ist ein Ort und eine ehemalige Gemeinde (Freguesia) im portugiesischen Kreis (Concelho) von Vila Pouca de Aguiar. In ihr leben 135 Einwohner (Stand 30. Juni 2011).
Im Zuge der Gebietsreform vom 29. September 2013 wurde Santa Marta da Montanha mit den Gemeinden Afonsim, Gouvães da Serra und Lixa do Alvão zur Gemeinde Alvão zusammengelegt.

## Verwaltung
Santa Marta da Montanha war Sitz einer gleichnamigen Gemeinde (Freguesia). Diese bestand aus zwei Orten:
- Santa Marta da Montanha
- Viduedo